# Одкровення в кафе «Пегас»
«Одкровення в кафе „Пегас“» — збірник викладених у жартівливій формі автобіографій 80 українських сучасних поетів, критиків, прозаїків, а також їхніх улюблених анекдотів і кулінарних рецептів.
Видання побачило світ у видавництві «Ярославів вал» за ініціативи його директора, письменника Михайла Слабошпицького. Упорядник — Валерій Гужва.
Книжка присвячена письменнику, другові М. Слабошпицького Володимиру Кисельову.

## Вихідні дані
Одкровення в кафе «Пегас» : Письменники про себе. Анекдоти. Кулінарні рецепти  : збірник / передмова, упорядник : М. Слабошпицький. - Київ : Ярославів Вал, 2010. - 425 : іл. - ISBN 978-966-2151-42-8

## Автори
Слабошпицький, М.; Андрусяк, І.; Базилевський, В.; Баран, Є.; Баранов, В.; Берсенєв, В.; Богуславський, Л.; Ткач; Бондар, В.; Бондаренко, С.; Брюховецький, В.; Буряк, Ю.; Винник, Т.; Віценя, Л.; Вольвач, П.; Вороніна, Л.; Гальченко, С.; Гаран, О.; Герасим’юк, В.; Голота, Л.; Горик, Н.; Горлач, Л.; Грабар, С.; Грищук, Б.; Гужва, В.; Гуменюк, Н.; Гусейнов, Г.; Давиденко, В.; Дімаров, А.; Дончик, В.; Дочинець, М.; Драч, І.; Дудар, Є.; Жолдак, Б.; Жулинський, М.; Зарівна, Т.; Засенко, П.; Іванов, Д.; Каменюк, М.; Качан, А.; Качуровський, І.; Качинський, А.; Климчук, О.; Колісник, Р.; Короненко, С.; Корсак, І.; Кремінь, Д.; Кримчук, Г.; Курков, А.; Лазарук, М.; Лис, В.; Логвин, Ю.; Майданська, С.; Матіос, М.; Мотрич, К.; Мушкетник, Ю.; Неборак, В.; О’Лір, О.; Осадчук, П.; Павленко, М.; Палій, Л.; Пантюк, С.; Панченко, В.; Перебийніс, П.; Петренко, М.; Простопчук, В.; Процюк, С.; Рибенко, Л.; Рутківський, В.; Слобошпицький, М.; Слапчук, В.; Сом, М.; Стрельбицький, М.; Таран, Л.; Тарасюк, Г.; Ткач, М.; Чорногуз, О.; Чумарна, М.; Шевченко, А.; Шкляр, В.; Шкраб’юк, П.; Штонь, Г.; Яворівський, В.